# Ron Plumb
Ronald William „Ron“ Plumb (* 15. Juli 1950 in Kingston, Ontario) ist ein ehemaliger kanadischer Eishockeyspieler, -trainer und -funktionär, der im Verlauf seiner aktiven Karriere zwischen 1967 und 1986 unter anderem 590 Spiele für die Philadelphia Blazers, Vancouver Blazers, San Diego Mariners, Cincinnati Stingers und New England Whalers in der World Hockey Association (WHA) sowie 26 weitere für die Hartford Whalers in der National Hockey League (NHL) auf der Position des Verteidigers bestritten hat. In der WHA wurde Plumb im Jahr 1977 mit der Dennis A. Murphy Trophy als bester Verteidiger der Liga ausgezeichnet. Sein jüngerer Bruder Rob war als Eishockeyspieler ebenfalls in der NHL aktiv.

## Karriere
Plumb verbrachte seine Juniorenzeit zwischen 1967 und 1970 bei den Peterborough Petes in der Ontario Hockey Association (OHA). Dort entwickelte er sich im Verlauf der drei Jahre zu einem der besten Verteidiger der Juniorenliga. Nachdem seine Entwicklung im zweiten Jahr stagniert hatte, steigerte er seine Punktausbeute in seinem dritten und letzten Jahr deutlich. Mit 45 Scorerpunkten verdreifachte er seine Torbeteiligungen im Vergleich zum Vorjahr und verdoppelte sie bezogen auf seinen bisherigen Karrierebestwert aus seinem Rookiejahr 1967/68. Folglich wurde er mit der Max Kaminsky Trophy als bester Abwehrspieler der Liga ausgezeichnet und zudem ins First All-Star Team berufen. Im NHL Amateur Draft 1970 wählten ihn die Boston Bruins aus der National Hockey League (NHL) bereits an neunter Gesamtposition aus.
Zur Spielzeit 1970/71 holten die Bruins ihren Draft-Pick in den Profibereich. Sie setzten ihn jedoch zunächst in ihrem Farmteam, den Oklahoma City Blazers, in der Central Hockey League (CHL) ein. Zwar konnte Plumb auch dort seine positive Entwicklung mit 52 Punkten und der Nominierung für das CHL First All-Star Team in seinem zweiten Ligajahr fortsetzen, allerdings ohne Aussicht, sich in den NHL-Kader der Boston Bruins zu spielen. Durch die Gründung der World Hockey Association (WHA) als Konkurrenzliga zur NHL teilten die dortigen Franchises im Februar 1972 im Rahmen des WHA General Player Draft die Transferrechte unter zahlreichen Spielern für ihre Liga auf. Dadurch sicherten sich die Miami Screaming Eagles, die jedoch noch vor dem Start in die Premierensaison umgesiedelt und als Philadelphia Blazers den Spielbetrieb aufnahmen, die Rechte an Plumb für den WHA-Markt. Schließlich unterzeichnete der Kanadier dort im Juli 1972 einen Vertrag und verbrachte die Saison 1972/73 bei den Blazers in Philadelphia. Mit 51 Scorerpunkten bestritt der Defensivakteur eine beachtliche erste Spielzeit auf dem höchsten Niveau. Zum folgenden Spieljahr zog das Franchise ins kanadische Vancouver um, wo es den Spielbetrieb als Vancouver Blazers fortsetzte.
Jedoch wurde der Abwehrspieler auch in Vancouver nicht heimisch. Obwohl er in der Saison 1973/74 als einer von vier Assistenzkapitänen fungiert hatte, transferierte ihn das Team im August 1974 zum Ligakonkurrenten Cincinnati Stingers. Die Stingers, die jedoch erst zur Saison 1975/76 in die WHA einstiegen, liehen ihn für das Spieljahr 1974/75 umgehend an die San Diego Mariners aus, sodass er erst im darauffolgenden Jahr für seinen eigentlichen Arbeitgeber auf dem Eis stand. Die Geduld der Stingers zahlte sich aber in der Folge aus, da sich der Kanadier zu einem der besten Verteidiger der WHA entwickelte. Am Ende des Spieljahres 1976/77 wies er 69 Scorerpunkte und eine positive Plus/Minus-Bilanz von 64 auf, was ihm – neben der erstmaligen Berufung ins WHA First All-Star Team – die Dennis A. Murphy Trophy für den besten Abwehrspieler der WHA bescherte. Dennoch trennten sich die Stingers im Februar 1978 von ihrem Starspieler und transferierten ihn in einer Rückholaktion für das Nachwuchstalent Greg Carroll zu den New England Whalers.
Bei den Whalers, die zu den ambitionierteren Teams der Liga gehörten, spielte Plumb eine weniger zentrale Rolle. Dennoch behielt das Franchise ihn auch über die Auflösung der WHA, in deren Folge es in die NHL aufgenommen wurde, im Sommer 1979 hinaus bei sich. Das nun als Hartford Whalers firmierende Team konnte ihn vor dem NHL Expansion Draft 1979 schützen, da die Boston Bruins ihre seit 1970 bestehenden NHL-Rechte an dem 28-Jährigen nicht einforderten. Somit ging er zur Saison 1979/80 in seine erste NHL-Spielzeit. Allerdings absolvierte er dort bis Ende Dezember 1979 nur 26 Partien, ehe ihn das Management in die American Hockey League (AHL) zum Farmteam Springfield Indians schickte. Trotz eines Wechsels als Free Agent zu den New York Rangers im September 1981 gelang es ihm daraufhin nicht mehr, in die NHL zurückzukehren. Auch nach dem Wechsel blieb er bis zum Ende der Saison 1981/82 bei den Indians, deren Mannschaftskapitän er in seiner letzten Saison dort war.
Plumb zog es daraufhin im Sommer 1982 auf den europäischen Kontinent. Er verbrachte die Saison 1982/83 beim ERC Freiburg in der 2. Eishockey-Bundesliga. Mit der Mannschaft gelang ihm der Gewinn der Zweitliga-Meisterschaft und der damit verbundene Aufstieg in die Eishockey-Bundesliga. Trotz des Erfolgs verließ der Kanadier die Breisgauer aber nach nur einer Saison und wechselte in die Japan Ice Hockey League (JIHL). Dort war eine Spielzeit als Spielertrainer des Kushiro Ice Hockey Club tätig. Anschließend kehrte er wieder nach Europa zurück, wo er für die folgenden zwei Jahre Spielertrainer des schottischen Klubs Fife Flyers wurde, die er in seinem ersten Jahr in der British Hockey League (BHL) zum Gewinn der britischen Meisterschaft führte. Nach seinem zweijährigen Engagement in Schottland zog sich Plumb als Spieler aus dem Eishockeygeschäft zurück. Zwischen 1986 und 1988 betreute er das Eishockeyprogramm der Queen’s University in seiner Geburtsstadt Kingston als Cheftrainer, ehe er nach einer längeren Pause für die Saison 1995/96 noch einmal als General Manager zu den Fife Flyers in die BHL zurückkehrte.
Nachdem er im Jahr 2008 bereits in die Kingston and District Sports Hall of Fame aufgenommen worden war, gehörte Plumb im Jahr 2010 zu den ersten Mitgliedern der neu geschaffenen WHA Hall of Fame.

## Erfolge und Auszeichnungen
| - 1970 Max Kaminsky Trophy - 1970 OHL First All-Star Team - 1972 CHL First All-Star Team - 1977 Dennis A. Murphy Trophy - 1977 WHA First All-Star Team | - 1983 Meister der 2. Bundesliga und Aufstieg in die Bundesliga mit dem ERC Freiburg - 1985 Britischer Meister mit den Fife Flyers (als Spielertrainer) - 1985 BHL First All-Star Team - 2008 Aufnahme in die Kingston and District Sports Hall of Fame - 2010 Aufnahme in die WHA Hall of Fame |

## Karrierestatistik
(Legende zur Spielerstatistik: Sp oder GP = absolvierte Spiele; T oder G = erzielte Tore; V oder A = erzielte Assists; Pkt oder Pts = erzielte Scorerpunkte; SM oder PIM = erhaltene Strafminuten; +/− = Plus/Minus-Bilanz; PP = erzielte Überzahltore; SH = erzielte Unterzahltore; GW = erzielte Siegtore; 1 Play-downs/Relegation; Kursiv: Statistik nicht vollständig)